# Seduciendo a un extraño
Perfect Stranger (titulada en castellano Seduciendo a un extraño en España e Hispanoamérica) es un thriller protagonizado por Halle Berry, Bruce Willis y Giovanni Ribisi. Dirigido por James Foley. Estrenada el 13 de abril de 2007 en Estados Unidos y España.

## Argumento
Siguiendo las pistas del asesinato sin resolver de una de sus amigas de la infancia, la periodista Rowena Price (Halle Berry), decide investigar por su cuenta. El principal sospechoso es el famoso publicista Harrison Hill (Bruce Willis). Con la ayuda de su amigo y profesional de la informática, el pirata informático Miles Haley (Giovanni Ribisi), y aprovechando el anonimato de Internet, Rowena espera hacer justicia.

## Recepción crítica y comercial
La película obtuvo críticas negativas, obteniendo sólo un 11 % de comentarios positivos, según la página de Internet Rotten Tomatoes, llegando a la siguiente conclusión: «Pese a la presencia de Halle Berry y Bruce Willis, Seduciendo a un extraño es demasiado complicada y posee un final que es irritante y superfluo; es un thriller sin emociones».
Según la página de Internet Metacritic obtuvo críticas negativas, con un 31 %, basado en 31 comentarios de los cuales 3 son positivos.
En taquilla la película no funcionó todo lo bien que se esperaba de ella, en Estados Unidos sólo recaudó 24 millones de dólares. Sumando las algo más abundantes recaudaciones internacionales (fue número 1 en España) la cifra asciende a 73 millones. Se desconoce cuál fue el presupuesto.

## BD y DVD
Seduciendo a un extraño salió a la venta el 29 de agosto de 2007 en España, en formato DVD. El disco contiene documental de cómo se hizo la película, tráileres: El Motorista Fantasma, En algún lugar de la memoria, Locos por el surf y Spider-Man 3 .
Seduciendo a un extraño salió a la venta el 24 de julio de 2007 en España, en formato Blu-ray. El disco contiene los mismos extras que el formato DVD.